# Cophyla occultans
Espèce
Synonymes
- Platypelis occultans Glaw & Vences, 1992

Statut de conservation UICN

 VU B1ab(iii) : Vulnérable
Cophyla occultans est une espèce d'amphibiens de la famille des Microhylidae.

## Répartition
Cette espèce est endémique de Madagascar. Elle se rencontre sur l'île de Nosy Be et dans le nord-est de partie continentale de Madagascar,.
Elle est présente du niveau de la mer jusqu'à 1 200 m d'altitude.

## Description
Cophyla occultans mesure de 18 à 21 mm.

## Publication originale
- Glaw & Vences, 1992 : A Fieldguide to the Amphibians and Reptiles of Madagascar, p. 1-331  (ISBN 3-929449-00-5) (texte intégral).